# ريكاردو روتشا
ريكاردو روتشا (بالبرتغالية: Ricardo Cordeiro da Rocha‏) هو لاعب كرة قدم ومدرب كرة قدم برازيلي، ولد في 10 يوليو 1965 في ساو باولو في البرازيل. لعب مع Associação Esportiva Velo Clube Rioclarense ‏.